# Kragjordhumla
Kragjordhumla (Bombus magnus) är en insekt i överfamiljen bin (Apoidea). 

## Beskrivning
Kragjordhumlan är en medelstor, mycket korttungad humla som är svart med bred, gul krage som når nedanför vingfästena, samt ett gult band på tergit 2 (hos hanen även tergit 1) på bakkroppen. Bakkroppsspetsen är vit. Det råder ingen större skillnad i utseendet mellan honor och hanar. Humlan är till förväxling lik ljus jordhumla och skogsjordhumla, och dessa tre arter brukar beskrivas som lucorum-komplexet (efter Bombus lucorum, ljus jordhumla).

## Utbredning
Det har rått viss osäkerhet huruvida humlan skall räknas som en egen art eller en underart till ljus jordhumla. Populationstäthet och vanor är därför ganska osäkra. Utbredningsområdet omfattar västra Europa utom längst i söder, och mera fragmentariskt norra Östeuropa från Brittiska öarna och nordligaste Iberiska halvön i väster över större delen av Frankrike och delar av Centraleuropa till spridda bestånd i Polen och nordvästra Ryssland i öster, samt Norden och Litauen i norr. I Norden har den påträffats i Danmark (sydöstra Jyllands kust), västra Norge, södra halvan av Sverige och med ett fåtal observationer framför allt i sydligaste Finland (med några få, spridda fynd i de nordligare delarna av landet).

## Ekologi
Humlan förekommer i flera olika habitat, men framför allt i höglänta hedlandskap. I Norden förefaller den dock att föredra kustlandskap.
Boet inrättas gärna i övergivna musbon under jord.

## Bevarandestatus
I Sverige är arten klassificerad som livskraftig ("LC"), medan den i Finland, som endast haft ett 50-tal fynd fram till 2019, är rödlistad under kunskapsbrist ("DD").